# 植物羊
植物羊是一种传说中的植形动物，在欧洲典籍出現。這種植物的果實是一隻羊，羊和植物以臍帶相連，並以周圍的草為食，當羊吃完所有可觸及的草，羊和植物會一起死亡。

## 名称
关于植物羊的称谓有很多，如英文中的“鞑靼植物羊羔”（或）、土生羊（earth born sheep）、斯基泰羊羔（The Scythian lamb）、叙利亚羊羔（syrian lamb）、水羊（water sheep）、植生羊（planted sheep），拉丁文中的 、 等。